# 새뮤얼 큐나드
새뮤얼 큐나드 경, 초대 준남작(Sir Samuel Cunard, 1st Baronet, 1787년 11월 21일 ~ 1865년 4월 28일)은 핼리팩스 (노바스코샤주)에서 태어난 영국-캐나다 해운 거물로, 큐나드 라인을 설립하여 북아메리카와의 첫 정기 증기선 연결을 구축했다. 그는 미국 독립 혁명을 피해 핼리팩스에 정착한 목수이자 목재 상인의 아들이었다.

## 가족과 어린 시절
새뮤얼 큐나드는 퀘이커교도인 에이브러햄 큐나드(1756년–1824년)와 로마 가톨릭교도인 마거릿 머피(1758년–1821년)의 둘째 아들이었다. 큐나드 가문은 원래 영국 우스터셔주 출신의 퀘이커 가문이었으나, 17세기에 종교 박해를 피해 독일로 도피해야 했고, 그곳에서 쿤더(Kunder)라는 이름을 사용했다. 새뮤얼 큐나드의 고조할아버지는 그곳 크레펠트에서 염색공이었으나, 1683년에 펜실베이니아주로 이민했다. 미국에서 그들은 큐나드(Cunard)라는 이름을 채택했다. 나중에 그의 후손들 중 일부는 그의 할아버지 새뮤얼을 포함하여 이름을 큐나드로 변경했다. 에이브러햄 큐나드는 영국 왕실의 왕당파였으며, 미국 독립 혁명 이후 1783년에 핼리팩스로 이주했다. 그는 같은 해에 또 다른 왕당파 망명객인 마거릿 머피와 결혼했다. 마거릿의 가족은 원래 아일랜드 출신으로 사우스캐롤라이나주에서 핼리팩스로 왔다. 에이브러햄과 마거릿은 9명의 자녀를 두었다. 딸 둘과 아들 일곱(윌리엄 1789년–1823년, 새뮤얼 1787년–1865년, 에드워드 1798년–1851년, 조지프 1799년–1865년, 존, 토머스, 헨리).
에이브러햄 큐나드는 핼리팩스의 영국 주둔군에서 일한 목수로, 부유한 토지 소유자이자 목재 상인이 되었다. 마거릿 큐나드의 알코올 중독은 새뮤얼 큐나드가 어린 나이에 책임을 맡게 만들었다. 새뮤얼 큐나드의 사업 수완은 십대 초반부터 분명하게 드러났다. 그는 부두 경매에서 깨진 재고품을 얻어 자신의 만물상을 운영하고 있었다. 그는 나중에 아버지를 따라 가족의 목재 사업에 합류했으며, 이 사업은 해운 투자로 확장되었다.

## 성인기와 경력
미영 전쟁 중 큐나드는 핼리팩스 연대 민병대 제2대대에 자원하여 대위 계급으로 진급했다. 그는 자원 소방관 및 등대 위원 등 많은 공직을 역임했으며, 수완 좋은 사업가일 뿐만 아니라 정직하고 관대한 시민이라는 명성을 유지했다.
큐나드는 핼리팩스 해운에서 매우 성공적인 기업가였으며 노바스코샤의 업무를 장악했던 12명의 개인 중 한 명이었다. 그는 우편 운송 계약을 따냈고 주를 위한 어업 순찰선을 제공했다. 큐나드는 고래잡이, 차 수입, 석탄 채굴, 그리고 핼리팩스 은행 회사와 슈베나카디 운하에 투자하며 가족의 목재 및 해운 사업을 다각화했다. 남대서양 먼 곳까지 보내진 고래잡이선은 거의 이익을 내지 못했다. 그는 프린스에드워드아일랜드주에 많은 양의 토지를 매입했으며, 한때는 주 전체의 7분의 1을 소유하여, 섬의 세입자들과 대부분의 토지를 소유한 부재지주들 간의 오랜 분쟁에 휘말렸다.

### 증기선

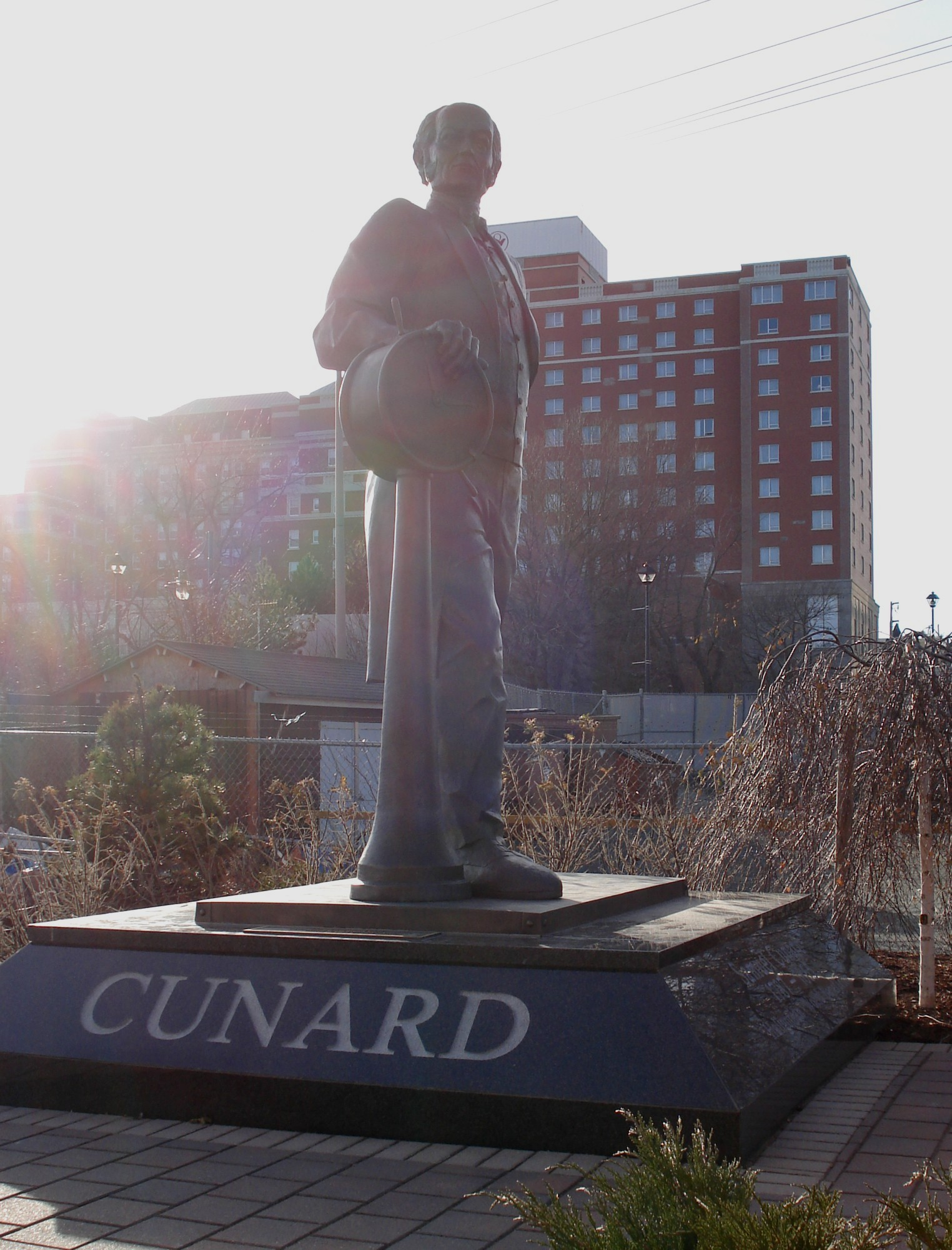
2006년 10월 핼리팩스, 노바스코샤에 세워진 새뮤얼 큐나드 경의 동상.

큐나드는 처음에는 신중하게 증기선에 대한 실험을 시작했으며, 1830년에 노바스코샤 최초의 증기선인, 오랫동안 운항하며 성공을 거둔 SS 찰스 오글을 핼리팩스-다트머스 페리 서비스를 위해 건조한 핼리팩스 증기선 회사의 창립 이사가 되었다. 첫 증기선은 이미 1822년에 아론 맨비에 의해 건조되었다. 큐나드는 1836년에 회사의 사장이 되었고 1838년에는 두 번째 페리인 복서(Boxer)에 증기 동력을 설치했다. 큐나드는 1831년에 핼리팩스 투자자들을 이끌어 퀘벡의 사업과 결합하여 퀘벡과 핼리팩스 사이를 운항할 선구적인 대양 증기선 로열 윌리엄을 건조했다. 로열 윌리엄이 콜레라 검역으로 인해 한 시즌 전체를 손실하는 문제에 부딪혔지만, 큐나드는 증기선 운항에 대한 귀중한 교훈을 얻었다. 그는 1832년에 프린스에드워드아일랜드주로의 우편 서비스를 위해 포카혼타스(Pochohontas)라는 연안 증기선을 의뢰했고, 나중에 더 큰 증기선 케이프 브레턴(Cape Breton)을 구입하여 서비스를 확장했다.
큐나드는 증기선 운항 경험과 영국의 성장하는 철도망에 대한 관찰을 통해 대서양 횡단 증기선 선단을 만들겠다는 생각을 발전시켰다. 이 선단은 기차가 육지를 횡단하는 것처럼 정기적으로 대양을 횡단할 것이었다. 그는 1837년에 투자자를 찾기 위해 영국으로 갔다. 그는 몇몇 다른 사업가들과 함께 영국과 북미 간의 대서양 횡단 우편 서비스 운영권을 입찰하는 회사를 설립했다. 이 회사는 입찰에 성공했으며, 나중에 큐나드 증기선 회사가 되었다.
1840년, 이 회사의 첫 증기선인 틀:RMS호가 리버풀에서 핼리팩스, 노바스코샤, 그리고 이어서 매사추세츠주 보스턴으로 항해했으며, 큐나드와 63명의 다른 승객이 탑승하여 정기 여객 및 화물 서비스의 시작을 알렸다. 속도와 안전성에서 오랜 무결점 명성을 확립한 큐나드의 회사는 많은 잠재적 경쟁자들이 선박과 재산을 잃는 상황에서도 여객선을 성공시켰다. 큐나드의 선박은 성공적이었지만, 높은 비용 때문에 큐나드는 1842년까지 막대한 빚을 지게 되었고, 그는 핼리팩스의 채권자들을 피해 영국으로 도피해야 했다. 그러나 1843년까지 큐나드 선박은 그의 빚을 갚고 적지만 꾸준히 증가하는 배당금을 지급할 만큼 충분히 벌고 있었다. 큐나드는 노바스코샤와 영국 사이에서 시간을 보냈지만, 사업이 런던에서 더 많은 시간을 보내도록 이끌면서 노바스코샤 사업을 아들 에드워드와 윌리엄에게 점점 더 맡겼다.
큐나드는 1850년에 그의 형제 조지프 큐나드의 뉴브런즈윅 목재 및 해운 사업이 파산하여 최대 1000명의 실업자를 발생시켰을 때 노바스코샤와 뉴브런즈윅에 특별히 방문했다. 큐나드는 대출을 받고 뉴브런즈윅, 노바스코샤 및 보스턴에 있는 그의 형제의 모든 빚을 개인적으로 보증했다. 조지프 큐나드는 영국 리버풀로 이주했고, 새뮤얼은 그가 해운 사업을 재건하는 것을 도왔다.

### 개인적인 견해
큐나드는 개인 생활 내내 종교적인 사람이 아니었으며 많은 사람들에게 불가지론자로 여겨졌다. 임종 시 큐나드는 성사를 거부하며 "느끼지도 인정하지도 믿지도 않는다"고 선언했다. 19세기 노예 제도에 대한 그의 견해는 알려지지 않았지만, 1845년 그의 한 여객선에서 큐나드 대리인이 리버풀에서 프레더릭 더글러스의 분리된 통행을 주선한 것에 대한 그의 진술은 그가 어떤 형태의 인종 편견에도 반대했음을 강력히 시사한다. "더글러스 씨가 리버풀에서 겪은 불쾌한 상황에 대해 저보다 더 유감스러워할 사람은 없습니다. 하지만 제가 관계하고 있는 증기선에서는 다시는 그런 일이 없을 것이라고 장담합니다."  인종에 대한 그의 견해는 당시 영국인들의 견해를 반영했는데, 그들은 흑인에 대한 부당한 대우를 도덕적으로 잘못된 것으로 여겼지만, 여전히 그들을 백인보다 사회적으로나 지적으로 열등하다고 생각했다.

## 말년
큐나드는 캐나다에 여러 회사를 소유했다. 그의 사망과 영국 우편 계약 변경 이후, 영국에 있는 그의 파트너들은 그의 캐나다 서비스를 중단했으며, 그의 선박이 캐나다로 돌아오는 데 50년이 걸렸다. 그의 노바스코샤 석탄 회사는 그의 여객선 연료 공급을 위해 그가 구입한 회사로, 가족의 주요 노바스코샤 투자를 유지했으며 20세기까지 큐나드 연료(Cunard Fuels)로 지속되었고, 나중에 뉴브런즈윅의 어빙 가문에게 인수되었다.
1859년, 큐나드는 빅토리아 여왕에 의해 준남작이 되었다.
새뮤얼 큐나드 경은 1865년 4월 28일 런던 켄징턴에서 사망했다. 그는 런던 브롬턴 묘지에 묻혀 있다. 그는 동쪽 벽에 기대어 있다.

## 유산
핼리팩스 대서양 해양 박물관 2층의 상당 부분은 그의 삶, 큐나드 라인 및 그 유명한 선박들에 헌정되어 있다. 2006년 10월, 큐나드 선박들이 오랫동안 사용했던 오션 터미널 부두 옆 핼리팩스 해변 산책로에 새뮤얼 큐나드의 대형 청동 동상이 세워졌다. 2004년 캐나다 포스트는 큐나드의 초상이 담긴 우표를 발행했다.
경쟁 회사와 기술 변화에도 불구하고, 번창하던 회사는 성장하여 캐나다 노던 증기선 회사와 같은 많은 다른 회사들을 흡수했으며, 1934년에는 주요 경쟁자이자 성공적인 RMS 올림픽의 소유주였고 불운한 RMS 타이타닉의 전 소유주였던 화이트 스타 라인을 흡수했다. 그 후, 큐나드는 RMS 퀸 메리와 RMS 퀸 엘리자베스와 같은 세계에서 가장 유명한 여객선들로 대서양 여객 무역을 지배했다. 그의 이름은 오늘날 카니발 라인 크루즈 제국의 명성 높은 지부가 된 큐나드 라인에 살아 있다.

## 가족
새뮤얼 큐나드는 1815년 2월 4일, 잡화상 윌리엄 더퍼스의 딸인 수전과 결혼하여 아들 둘(에드워드 1816년–1869년, 윌리엄 1825년–1906년)과 딸 일곱(메리 1817년–1885년, 수전 1819년–, 마거릿 앤 1820년–1901년, 사라 제인 1821년–1902년, 앤 엘리자베스 1823년–1862년, 이사벨라 1827년–1894년 및 엘리자베스 1828년–1889년) 등 아홉 자녀를 두었다. 1828년 2월 28일, 수전 큐나드는 엘리자베스 출산 후 합병증으로 사망했다. 큐나드는 재혼하지 않았으며, 임종 시 아들들에게 "너희 사랑하는 엄마 꿈을 꾸고 있었어... 정말 좋은 여자였어."라고 털어놓았다.
새뮤얼 큐나드 경은 사업과 준남작 작위 모두를 그의 장남 에드워드 큐나드 경, 2대 준남작이 계승했으며, 그는 메리 바체 맥에버스(바체 맥에버스의 딸)와 결혼하여 준남작 작위가 계승되었다. 그들의 아들인 바체 에드워드 큐나드, 3대 준남작은 사교계 명사 에메랄드, 레이디 큐나드(1872년–1948년)와 결혼했다. 그들은 다시 한 딸인 작가이자 상속녀, 정치 운동가인 낸시 큐나드(1896년–1965년)를 두었다.
새뮤얼 큐나드 경의 둘째 아들 윌리엄 큐나드는 작가이자 정치인 토머스 챈들러 할리버턴의 딸인 로라 샬럿 할리버턴과 결혼했다. 이 부부는 세 명의 아들과 한 명의 딸을 두었다. 윌리엄은 핼리팩스 농아학교를 건립했다. 새뮤얼 큐나드의 딸 마거릿은 군인이자 지주, 크리켓 선수인 윌리엄 리 멜리시(1813년–1864년)와 결혼했다.

## 내용주
1. ↑  메리 결혼: 제임스 호스필드 피터스
2. ↑  사라 제인 결혼: 길버트 윌리엄 프랭클린, 찰스 G. 프랭클린의 부모
3. ↑  앤 엘리자베스 결혼: 랠프 셔틀워스 앨런
4. ↑  이사벨라 결혼: 헨리 홀든

### 참고 문헌
- Langley, John G. (2006). 《Steam Lion: A biography of Samuel Cunard》. Halifax, NS: Nimbus Publishing Ltd.
- Lownds, Russ, 편집. (1987). 《Samuel Cunard Bicentennial 1787–1987》. Halifax: Samuel Cunard Bicentennial Committee.
- Smy, William Arthur (Fall 1997). 《Loyalist Cunards》. 《Loyalist Gazette》 35.
- Transatlantic by Stephan Fox
- John Boileau, Samuel Cunard: Nova Scotia's Master of the North Atlantic Halifax: Formac (2006)
- Chris's Cunard 페이지의 새뮤얼 큐나드 경 전기